# 魔進戰隊煌輝者 EpisodeZERO
《魔進戰隊煌輝者 Episode ZERO》（日语：魔進戦隊キラメイジャー エピソードZERO），是日本特攝節目《魔進戰隊煌輝者》於2020年2月8日上映的劇場版作品，本作亦是《超級戰隊系列》首次先行於本篇播映前上映的劇場版作品。
日本當地同步上映《超級戰隊系列》的2部劇場版，並且命名為《超級戰隊MOVIE派對》，此外日本當地同步上映系列作的VS劇場版《劇場版 騎士龍戰隊龍裝者VS魯邦連者VS巡邏連者》。香港則由2021年3月7日由無線翡翠台及mytvsuper粵日雙語作為正篇首播。台灣則由2021年6月4日由東森幼幼台國語配音作為先行首播。

## 概要
- 本作一改過往VS劇場版的戰隊作品後讓新的戰隊以客串的方式於劇場版中登場作為宣傳，而是首次改以獨立劇場版的方式上映，來作為新戰隊登場的宣傳。
- 本作為《魔進戰隊煌輝者》的第一部獨立劇場版，也是本篇的第0話，描述著煌輝者的誕生故事。[2]
- 本作繼《劇場版 百獸戰隊牙吠連者 怒吼吧，火山》後，再次出現與TV本篇外觀相同改色版的戰力機體。
- 本作為《超級戰隊系列》首部在電視本篇播放前上映的獨立劇場版，亦是首部於春季上映的獨立劇場版作品。
- 本作與《劇場版 騎士龍戰隊龍裝者VS魯邦連者VS巡邏連者》同樣兼為2020年代首兩部《超級戰隊系列》劇場版作品。
- 本作繼 《侍戰隊真劍者VS轟音者 銀幕BANG!!》和《豪快者 護星者 超級戰隊199英雄大決戰》後，為第三部在台灣電視播出的《超級戰隊系列》劇場版作品。

## 故事
宇宙遙遠的那方存在著，美麗的寶石之國 - 克里斯塔利亞。
如今這個光輝，即將消失。
崇尚黑闇的軍團，幽頓海姆開始侵略了。
克里斯塔利亞的王・歐拉丁，將王家傳承的傳說中的五顆寶石 - 煌輝石，託付給他的女兒 - 瑪布席娜公主之後，前往決死之戰。
瑪布席娜將歐拉丁的話記在心上後，前往另外一個美麗之地 - 地球。並在那開始尋找能與煌輝石共鳴，擁有強韌的光輝精神《煌輝心靈》之人。

## 登場人物
- 熱田充瑠 / 煌輝紅 - 小宮璃央

被紅色煌輝石所認可的戰士，以閃耀為主戰鬥。
個性熱血又謙虛且勇敢毫不無懼的高中少年戰士。
本身是名喜歡畫畫的高中生，同時也是「擁有超乎常人想像力的高中生」。
在戰鬥中，當他進入「靈光閃現」那種充滿想像力的領域時就會釋放出不輸於他人的光輝。
- 射水為朝 / 煌輝黃 - 木原瑠生

被黃色煌輝石所認可的戰士，以射擊為主戰鬥。
本身是名超級厲害的遊戲玩家，同時也是「電子競技界的常勝冠軍」。
在戰鬥中，展現出了「靈活的槍法」和「百發百中的射擊技術」。
- 速見瀨奈 / 煌輝綠 - 新條由芽

被綠色煌輝石所認可的戰士，以速度為主戰鬥。
個性開朗笑容靦腆的運動少女戰士，擁有旺盛的好奇心，常不考慮後果就直接執行。
本身是名速度極快的田徑運動員，同時也是「日本100公尺賽跑的紀錄保持人」。
在戰鬥中，利用「高速攻擊」來玩弄敵人。
- 押切時雨 / 煌輝藍 - 水石亞飛夢

被藍色煌輝石所認可的戰士，以斬擊為主戰鬥。
個性冷酷並且頭腦清晰的文武雙全的多面派青年戰士。
本身是名家喻戶曉的動作演員，同時也是「高人氣的帥哥明星」。
在戰鬥中，使用擅長的「劍術」及強烈的劍斬殺敵人。
- 大治小夜 / 煌輝粉 - 工藤美櫻

被粉紅色煌輝石所認可的戰士，以合氣道為主戰鬥，亦擅於治療。
個性穩重又可靠的年輕女戰士，以「萌」還是「不萌」為基準來判斷任何事物，但也有稍微偏頗的部份。
本身是名手術高超的外科醫生，同時也是「備受矚目的美女醫生」。
在戰鬥中，展示了擅長的「合氣道」的卓越戰鬥技能。
- 博多南無鈴 - 古坂大魔王

煌輝者的協助者，歐拉丁國王的好友。
利用煌輝石的力量開發了武器和改造物品，目的就是為了即將入侵地球的幽頓海姆做準備。
平時是怠倦感覺的性格，也有與克里斯塔利亞的關係的神秘的一面。
- 歐拉丁（杉田智和聲）

寶石之國克里斯塔利亞的王，瑪布席娜的父親。
以國民的幸福為第一優先考量，充滿寬廣的仁慈心且偉大爽朗的國王。
另外對自己強大的力量相當自豪。
- 瑪布希娜（水瀨祈聲）

寶石之國克里斯塔利亞的王女，歐拉丁國王的女兒。
奉父親的命令離開克里斯塔利亞前往地球，並與煌輝石合力，在地球上尋找閃閃發光的戰士。

### 敵方角色
- 迦魯薩（中村悠一聲）

幽頓海姆的幹部，又名鬼將軍，而他真實身份為寶石之國克里斯塔利亞的王·歐拉丁的弟弟，瑪布席娜的叔叔。
- 庫蘭丘拉（高戶靖廣聲）

幽頓海姆的參謀，又名闇之假面使者，也是本作怪人的製造者。

## 戰力

#### 魔進馬加（ 魔進マッカ，Macca ）
【基本資料】
| 機體高度 | 機體寬度 | 機體長度 |
| -------- | -------- | -------- |
| 6.5m     | 10.0m    | 24.3m    |

跑車型的魔進於本作劇場版及EP.1登場，是紅色煌輝石變化成魔進消防車之前的樣貌，另外也是魔進綠跑車的改色版本。

## 演員
- 熱田充瑠 / 煌輝紅 - 小宮璃央 （港配：胡家豪；台配：賴緯）
- 射水為朝 / 煌輝黃 - 木原瑠生 （港配：陳耀楠；台配：王辰驊）
- 速見瀨奈 / 煌輝綠 - 新條由芽 （港配：葉曉欣；台配：林筱玲）
- 押切時雨 / 煌輝藍 - 水石亞飛夢（港配：關令翹；台配：張至超）
- 大治小夜 / 煌輝粉紅 - 工藤美櫻（港配：詹健兒；台配：雷碧文）
- 博多南無鈴 - 古坂大魔王（港配：劉奕希；台配：陳幼文）
- 柿原瑞希 - 西葉瑞希（港配：成瑤孆；台配：林筱玲）

### 配音演出
- 魔進消防車 - 鈴村健一（港配：李安邦；台配：張至超）
- 魔進挖土機 - 岩田光央（港配：葉振聲；台配：賴緯）
- 魔進綠超跑 - 赤羽根健治（港配：李鎮然；台配：陳幼文）
- 魔進噴射機 - 大河元氣（港配：黃積權；台配：王辰驊）
- 魔進直升機 - 長久友紀（港配：羅孔柔；台配：林筱玲）
- 歐拉丁 - 杉田智和（港配：陳永信；台配：張至超）
- 瑪布席娜 - 水瀨祈（港配：陳皓宜；台配：謝佼娟）
- 迦魯薩 - 中村悠一（港配：蘇強文；台配：王辰驊）
- 庫蘭丘拉 - 高戶靖廣（港配：李錦綸；台配：陳幼文）

### 皮套演出
- 煌輝紅 - 伊藤茂騎
- 煌輝黃 - 蔦宗正人
- 煌輝綠 - 五味涼子
- 煌輝藍 - 竹內康博
- 煌輝粉 - 下園愛弓
- 歐拉丁 - 藤田洋平
- 瑪布希娜 - 野川瑞穗
- 迦魯薩 - 矢部敬三
- 庫蘭丘拉 - 神尾直子

## 製作人員
- 原作 - 八手三郎
- 劇本 - 荒川稔久、下亞友美
- 導演 - 山口恭平
- 音樂 - 松本淳一
- 動作導演 - 福澤博文
- 特攝導演 - 佛田洋（特攝研究所）
- 發行 - 東映

## 外部連結
- 『騎士龍戰隊龍裝者VS魯邦連者VS巡邏連者 ／ 魔進戰隊煌輝者 EpisodeZERO』超級戰隊電影派對 （页面存档备份，存于）